# آندری ولاسوف
آندری ولاسوف (روسی: Андрéй Андрéевич Влáсов؛ ۱۴ سپتامبر ۱۹۰۱ – ۲ اوت ۱۹۴۶) ژنرال ارتش سرخ اهل روسیه بود. طی جنگ جهانی دوم، در نبرد مسکو برای روس‌ها جنگید و بعداً در حین رفع محاصرهٔ لنینگراد توسط آلمان‌ها اسیر شد. پس از اسیر شدن، به نازی‌ها پیوست و رهبری ارتش آزادی‌بخش روسیه را بر عهده گرفت. اما در انتهای جنگ دوباره تغییر موضع داد و به ارتش آزادی‌بخش دستور داد قیام پراگ را علیه آلمان‌ها پشتیبانی کنند. سپس در معیت ارتش آزادی‌بخش به جهبهٔ غرب گریخت، اما توسط نیروهای شوروی اسیر شد. ولاسوف به اتهام خیانت محاکمه و اعدام شد.
وی همچنین برنده جوایزی همچون درجه لنین و درجه پرچم سرخ شده است.